# Ranunculus sommieri
Ranunculus sommieri là một loài thực vật có hoa trong họ Mao lương. Loài này được Albov miêu tả khoa học đầu tiên năm 1893.